# Hunasaghatta, Tarikere
Hunasaghatta là một làng thuộc tehsil Tarikere, huyện Chikmagalur, bang Karnataka, Ấn Độ.